# 王宝山 (医生)
王宝山（1963年7月—），河北正定人，汉族，中华人民共和国医学家，第十一届、第十二届全国人民代表大会河北地区代表。

## 生平
毕业于河北医科大学医学专业。加入中国农工民主党。2008年3月至2013年4月，任石家庄市政协副主席。2009年12月至2016年9月，担任河北医科大学副校长。2008年起担任全国人大代表，2013年再次被选为全国人大代表。
2017年4月至2019年12月，任石家庄市人大常委会副主任。2018年1月，当选河北省政协副主席。